# دوري شباب أوروبا 2017–18
دوري شباب أوروبا 2017–18 هو الموسم 5 من  دوري شباب أوروبا. أشرف على تنظيمه الاتحاد الأوروبي لكرة القدم، وكان عدد الأندية المشاركة فيه  64، وفاز فيه نادي برشلونة للشباب.